# Riachos

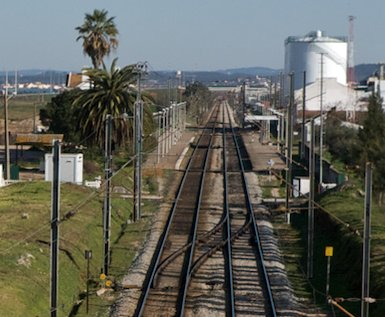
Estação ferroviária de Riachos - Torres Novas - Golegã

Riachos é uma vila portuguesa sede da Freguesia de Riachos do município de Torres Novas, freguesia com 14,56 km² de área e 4990 habitantes (censo de 2021), tendo, assim, uma densidade populacional de 342,7 hab./km².
Esta freguesia foi fundada em 23 de agosto de 1923, com parte da freguesia de Santiago, também do concelho de Torres Novas. 
A povoação de Riachos foi elevada à categoria de vila em 16 de maio de 1984. Riachos é a mais populosa vila do Município de Torres Novas.
Riachos está a 5 km da sede do município. É uma povoação que, apesar dos seus primeiros registos serem recentes, carrega, na boca do povo, histórias da gente da lezíria ribatejana. Talvez por falta de referências históricas, é usual dar-se como muito recente o seu povoamento. Segundo consta, existem famílias cujos registos datam dos anos entre 1600/1650.[carece de fontes?]

## Demografia
Nota: A freguesia foi criada pela lei nº 1.470, de 28/08/1923, com lugares da freguesia de Santiago.
A população registada nos censos foi:
| Distribuição da População por Grupos Etários | Distribuição da População por Grupos Etários | Distribuição da População por Grupos Etários | Distribuição da População por Grupos Etários | Distribuição da População por Grupos Etários |
| -------------------------------------------- | -------------------------------------------- | -------------------------------------------- | -------------------------------------------- | -------------------------------------------- |
| Ano                                          | 0-14 Anos                                    | 15-24 Anos                                   | 25-64 Anos                                   | > 65 Anos                                    |
| 2001                                         | 726                                          | 740                                          | 2894                                         | 1060                                         |
| 2011                                         | 750                                          | 470                                          | 2835                                         | 1192                                         |
| 2021                                         | 624                                          | 492                                          | 2418                                         | 1456                                         |

## Equipamentos
É nela que se localiza a estação de Riachos/Torres Novas/Golegã, servida pelos comboios CP Regional (CP 2240). Encontra-se também relativamente próxima da estação ferroviária do Entroncamento.
Localiza-se na vila a Escola E.B. 2,3 Dr. António Chora Barroso, assim como o Centro Escolar e J.I. dos Riachos. Ambas as escolas pertencem ao agrupamento de escolas Artur Gonçalves anteriormente integrantes do Agrupamento Humberto Delgado (personagem icónica na luta contra a ditadura portuguesa, natural do Boquilobo, aldeia riachense)

## Coletividades
- Sociedade Velha Filarmónica Riachense;
- Clube Atlético Riachense;
- Judo Sopovo
- Clube Pescadores de Riachos
- Agrupamento CNE 593 de Riachos;
- Sociedade Columbófila Riachense;
- Moto Clube "Os Tesos do Ribatejo";
- Rancho Folclórico "Os Camponeses" de Riachos;
- "o Riachense", Cooperativa Editora
- Monumento Nuno Pires
- NAR - Núcleo de Arte de Riachos
- Associação para a Defesa do Património Histórico e Natural de Riachos

## Empresas
- J.P.Mendes, Lda.;
- Metalúrgica Coelhos;
- Sociedade Lusitana de Destilação;
- TVT Terminal Intermodal;
- Luz & Irmão, Lda;
- Agromais;
- Agro-Graça, Lda;

## Infraestruturas de interesse público
- Museu Agrícola de Riachos
- Escola E.B. 2,3 Dr. António Chora Barroso
- Centro Escolar e J.I. de Riachos
- Centro de Saúde dos Riachos
- Biblioteca Municipal Manuel Simões Serôdio
- Pavilhão Municipal de Riachos